# GNU Bison
Pour les articles homonymes, voir Bison (homonymie).
GNU Bison est l'implémentation GNU du compilateur de compilateur yacc, spécialisé dans la génération d'analyseurs syntaxiques.

## Scénarios d'utilisation
L'utilisation d'un analyseur syntaxique s'impose sur du code écrit par exemple en C ou C++ lorsqu'on a besoin de remplacer des classes ou autres références par des adaptateurs, ou des appels de fonctions, ou à partir d'autres classes et/ou fonctions. Dans ce schéma, GNU Bison peut analyser le code source et remplacer toutes les instances de classes et les fonctions, y compris ses arguments.
On peut par ailleurs associer Bison à l'analyseur lexical Flex, version libre de Lex.

## Langages de programmation supportés
GNU Bison peut générer du code C, C++ ou Java, lequel pourra par la suite être compilé.